# Louis Crignier
Louis Boniface Crignier né le 24 janvier 1790 à Sarcus (Oise) et mort le 7 décembre 1848 à Amiens (Somme) est un peintre français.

## Biographie

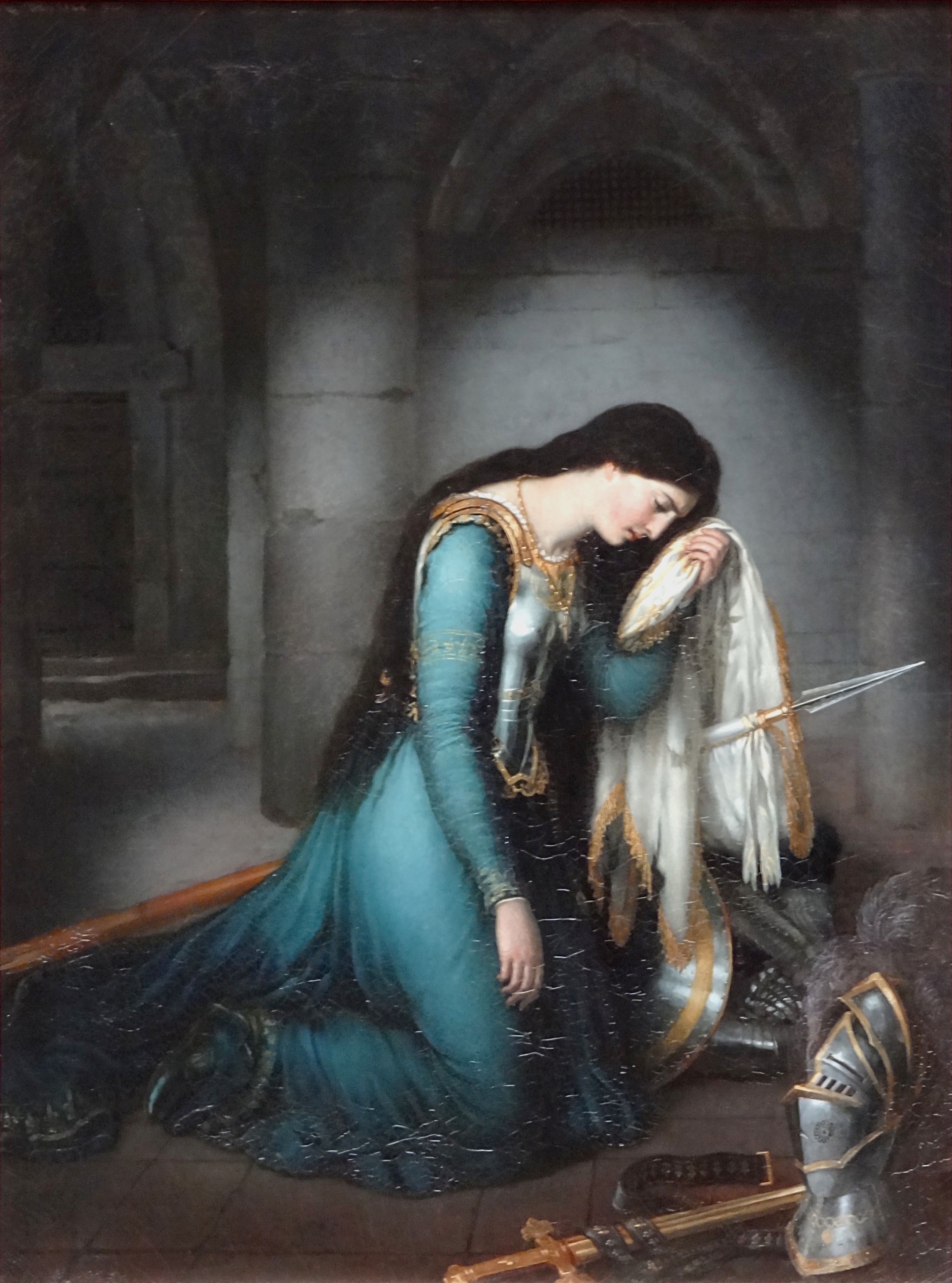
Jeanne d'Arc en prison (1824), Amiens, musée de Picardie.

Élève de Jacques-Louis David et du baron Gros, rattaché au mouvement du romantisme, Louis Boniface Crignier expose son Milon de Crotone au Salon de 1819, Jeanne d'Arc dans sa prison au Salon de 1824 — offerte en 1826 au musée d'Amiens —, et Raphaël présenté au Pérugin au Salon de 1831.